# Isomyia selecta
Isomyia selecta är en tvåvingeart som först beskrevs av Walker 1859.  Isomyia selecta ingår i släktet Isomyia och familjen Rhiniidae. Inga underarter finns listade i Catalogue of Life.